# Danielle Nicolet
Danielle Nicolet (* 24. November 1973 in Ashtabula, Ohio als Danielle Diggs) ist eine US-amerikanische Filmschauspielerin.

## Leben
Danielle Nicolet wurde ab 1991 als Schauspielerin fürs Fernsehen tätig. Ab 1996 wurde sie als „Vonda“ in der Sitcom Alle unter einem Dach bekannt. Es folgten eine Reihe von Sitcoms und Serien. 2011 spielte sie beim Science-Fiction-Film Red Faction – Die Rebellen mit.
Seit Beginn 2015 spielt sie die Staatsanwältin „Cecile Horton“ in der Serie The Flash. 2016 wirkte sie als „Maggie“ in der Actionkomödie Central Intelligence mit.

## Filmografie (Auswahl)
- 1991–1992: Alle unter einem Dach (Family Matters, Fernsehserie, 3 Folgen)
- 1993: Loaded Weapon 1
- 1996–2001: Hinterm Mond gleich links (3rd Rock from the Sun, Fernsehserie, 42 Folgen)
- 2002: Stargate – Kommando SG-1 (Stargate SG-1, Fernsehserie, eine Folge)
- 2004–2005: Second Time Around (Fernsehserie, 13 Folgen)
- 2007: Heartland (Fernsehserie, 9 Folgen)
- 2008: The Starter Wife – Alles auf Anfang (The Starter Wife, Fernsehserie, 10 Folgen)
- 2011: Red Faction – Die Rebellen (Red Faction: Origins)
- 2013: Elementary (Fernsehserie, S02E05)
- 2013: Family Tools (Fernsehserie, 10 Folgen)
- 2014–2015: The Game (Fernsehserie, 9 Folgen)
- 2015–2016: Born Again Virgin (Fernsehserie, 22 Folgen)
- 2015–2023: The Flash (Fernsehserie)
- 2016: Central Intelligence
- 2017: Supergirl (Fernsehserie, 1 Folge)